# Nuḫašše
Nuḫašše bezeichnete in der Mittleren und Späten Bronzezeit eine Region im Norden des heutigen Syrien östlich des Orontes. Die Gegend scheint kein geeintes Königreich gewesen zu sein, sondern vielmehr aus einem Bund verschiedener kleiner Fürstentümer bestanden zu haben.
Der ägyptische Pharao Thutmosis III. berichtet von der Eroberung Nuḫaššes. Ausweislich des Amarna-Briefes EA 51 wurde ein gewisser Taku als Vertreter ägyptischer Interessen in der Region eingesetzt. Später geriet das Gebiet kurzzeitig unter den Einfluss des hurritischen Mittani-Reiches, bevor der hethitische König Šuppiluliuma I. Nuḫašše eroberte. Zuletzt scheint die Region unter der Herrschaft des Königs von Karkemiš gestanden zu haben.
Ein Weiterleben des Toponyms in der akkadisch und aramäisch bezeugten Region Luḫuti bzw. Luʿaš ist wahrscheinlich.

## Liste der Könige
- Šarrupši, etwa 1340 bis 1338 v. Chr.
- Addu-nerari, nur kurze Zeit etwa 1338 v. Chr.
- Takib-šarri, etwa 1338 v. Chr.
- Tette etwa 1338 bis 1322 v. Chr. und wieder ab 1320 v. Chr.
- Šumittara, 1322 bis 1320 v. Chr.
- Tette, 1320 bis etwa 1312 v. Chr.